# Liste der Monuments historiques in Chalezeule
Die Liste der Monuments historiques in Chalezeule führt die Monuments historiques in der französischen Gemeinde Chalezeule auf.

## Liste der Immobilien
| Bezeichnung         | Beschreibung | Standort                 | Kennzeichnung | Schutzstatus | Datum | Bild           |
| ------------------- | --- | ------------------------ | ------------- | ------------ | ----- | -------------- |
| Château de la Juive | vermutlich mittelalterliches Anwesen, zwischen 1850 und 1870 historistisch umgestaltet, Architekt Alphonse Delacroix; mit der bauzeitlichen Innenausstattung, dem Wirtschaftsgebäude und der Parkanlage | 3 chemin des Buis (Lage) | PA25000029    | Inscrit      | 2002  | weitere Bilder |